# Троицкий, Андрей Николаевич
Андрей Николаевич Троицкий (1902, Тверь — 22 сентября 1938, Ленинград) — журналист, ответственный редактор «Комсомольской правды» (декабрь 1929—1932), главный редактор газеты «Ленинградская правда» (1934—1937). Репрессирован, расстрелян, позже посмертно реабилитирован.

## Биография
Андрей Николаевич родился в 1902 году в Твери. В начале 1920-x годов работал первым секретарем Тверского губкома комсомола. После этого стал заместителем заведующего отдела ЦК комсомола. В 1925 году окончил Институт красной профессуры. С 1929 по 1932 год работал ответственным редактором «Комсомольской правды». Именно ему в руки от Калинина был передан первый орден газеты Орден Ленина № 1. После убийства Кирова под руководством Жданова его направили в Ленинград. Там он работал главным редактором газеты «Ленинградская правда». Жил в Первом жилом доме Ленсовета (архитекторы Е. А. Левинсон, И. И. Фомин) по адресу Карповки наб. дом 13. Также стал членом бюро горкома ВКП(б). Был делегатом 3, 5, 5, 6, 7, 9 съездов ВЛКСМ, и 16, 17 съездов ВКП(б).
Жил в Ленинграде, пока 24 сентября 1937 года не был арестован. Выездной сессией Военной коллегии Верховного суда СССР. 21 сентября 1938 года был осуждён в Ленинграде по статье 58-8-11. Приговорен к Высшей мере наказания. Одна из жертв Василия Ульриха. Расстрелян 22 сентября 1938 года. В это время его дочери было 14 лет, а сыну 8 лет. После него на несколько лет была арестована и жена Розалия Исааковна Вейсман. Спустя два года от переживаний умерла его дочь.
В 1956 году был посмертно реабилитирован. Никакой компенсации семья не получила.